# Uxía Tizón Vázquez
Uxía Tizón Vázquez (Orense, 22 de junio de 1989) es una abogada, redactora de contenidos jurídicos y política española, miembro del Partido de los Socialistas de Galicia-PSOE. Entre marzo de 2020 y julio de 2023, diputada en el Congreso de los Diputados por Orense.

## Biografía

### Trayectoria académica
En el año 2012 se licenció en Derecho por la Universidad de Vigo, habiendo recibido un año de formación universitaria durante el curso 2010-2011 en la Universidad de Coímbra con un Programa Erasmus con excelentes resultados.
En octubre de 2021 comenzó estudios en el máster en Derecho Laboral y Seguridad Social en la Universidad Internacional de La Rioja, finalizando los mismos en octubre de 2022.

### Trayectoria laboral
Desde enero de 2012 a julio del mismo año ejerció como abogada estudiante en un bufete de su ciudad natal, Orense. Tras esa experiencia, comenzó a preparar las Oposiciones de Judicatura y Fiscalía. Desde el año 2019 ejerce en la ciudad de La Coruña como redactora jurídica.

### Trayectoria política
Militante del Partido Socialista Obrero Español desde 2012, fue candidata en las Elecciones municipales de España de 2015. Concurrió como número 3 en las listas del PSOE tanto para las elecciones generales de España de abril de 2019 como para las Elecciones generales de España de noviembre de 2019.
El 5 de diciembre de 2020 entró a formar parte como vocal de la Comisión Gestora del PSdeG-PSOE de la ciudad de Orense, junto al también diputado en la Cámara Baja, Adolfo Pérez Abellás, hasta su disolución.
En el mes de marzo tomó posesión del cargo como diputada con condición plena en la XIV Legislatura tras la dimisión de Marina Ortega Otero, que concurrirá como cabeza de lista en las elecciones al Parlamento de Galicia de 2020.
En agosto de 2021 se incorporó a la Ejecutiva del PSdeG como secretaria de activismo y movimientos sociales, hasta el vencimiento de dicha Comisión Ejecutiva.
Desde el 27 de febrero de 2022, forma parte de la Ejecutiva provincial del PSdeG-PSOE de Ourense como secretaria de reto demográfico.
Durante la XIV Legislatura ha ejercido como Portavoz adjunta de la Comisión de Política Territorial y Función Pública. También ha sido vocal de la Comisión Mixta de Relaciones con el Defensor del Pueblo y de la Comisión de Política Territorial y Función Pública. Ha estado adscrita a la Comisión de Justicia y a la Comisión de Sanidad y Consumo.
Actualmente ejerce como portavoz adjunta de la Comisión Constitucional. Al igual, es vocal de la Comisión de Justicia, de la Comisión de Derechos de la Infancia y Adolescencia, de la Comisión Mixta para el Estudio de los Problemas de las Adicciones y de la Comisión de Trabajo, Inclusión, Seguridad Social y Migraciones. Además, está adscrita a la Comisión de Transportes, Movilidad y Agenda Urbana, a la Comisión de Transición Ecológica y Reto Demográfico, y a la Comisión de Política Territorial. Por último, es ponente de la Ponencia del Proyecto de Ley Orgánica de modificación de la Ley Orgánica 6/1985, de 1 de julio, del Poder Judicial, en materia de Juzgados de lo Mercantil (121/83).
También se le atribuye la Ponencia del Proyecto de Ley Orgánica de eficiencia organizativa del servicio público de Justicia, por la que se modifica la Ley Orgánica 6/1985, de 1 de julio, del Poder Judicial, para la implantación de los Tribunales de Instancia y las Oficinas de Justicia en los municipios y la Ponencia del Proyecto de Ley Orgánica de protección del secreto profesional del periodismo.

### Caso Mediador
En 2023 tanto fuentes de la investigación que se lleva a cabo en el caso Mediador, como desde el propio grupo parlamentario socialista certificaron la presencia de Uxía Tizón en la cena de varios diputados socialistas, entre los que se encontraba Tito Berni, en el restaurante madrileño Ramses.Pese a esto, en 2024, la Policía afirmó que no podía identificar a los diputados que participaron en dicha cena.